# Springsong
Springsong è un album degli Höstsonaten pubblicato nel 2002.

## Tracce
1. In The Open Fields – 4:57
2. Springtheme – 5:37
3. Living Stone And 1st Reprise – 3:31
4. She Sat Writing Letters On The Riverbank – 3:47
5. The Underwater And 2nd Reprise – 3:28
6. Lowtide – 3:21
7. The Wood Is Alive With The Smell Of The Rain – 4:21
8. Evocation Of Spring In A Fastdance – 2:40
9. Toward The Sea – 13:19